# Erebia edda
Erebia edda is een vlinder uit de onderfamilie Satyrinae van de familie Nymphalidae (aurelia's). De wetenschappelijke naam is voor het eerst geldig gepubliceerd in 1851 door Édouard Ménétries.
De soort komt voor in Europa.